# Markus Jäger (Schriftsteller)
Markus Karl Jäger (* 1976 in Tirol) ist ein österreichischer Schriftsteller, Liedermacher und Blogger. Er hat auch unter dem Pseudonym Simon M. Jonas veröffentlicht.

## Leben
Markus Jäger studierte Anglistik und Amerikanistik sowie Politikwissenschaft. Seit 2006 ist er als Schriftsteller und Übersetzer tätig, seit 2008 als Bibliothekar. 2009 promovierte er in Amerikanischer Literatur- und Kulturwissenschaft mit einer Dissertation über die amerikanische Sängerin und Bürgerrechtlerin Joan Baez.
Seit 2012 ist er als Rezensent beim EKZ Bibliotheksdienst für verschiedene literarische Bereiche tätig. Er lebt und arbeitet in Innsbruck.

## Schaffen
Markus Jäger veröffentlichte zahlreiche Texte – Lyrik wie Prosa – in Zeitschriften und Anthologien, u. a. bei Zugetextet.com oder Umlaut. Mehrere Gedichte wurden für Lyrikbände der Bibliothek deutschsprachiger Gedichte ausgewählt und publiziert. Einige Werke erschienen auch unter dem Pseudonym Simon M. Jonas, darunter sein Debüt-Roman Der bange Traum.
Für den Gedichtband Der Atem der Momente, erschienen im Arovell Verlag, wurde Markus Jäger 2014 für den Peter-Huchel-Preis nominiert. 2017 erhielt er eine Nominierung für den POLLY Preis für politische Lyrik. Sein letzter Roman Helden für immer wurde als Finalist für den DeLiA Literaturpreis 2019 ausgewählt. Der Roman thematisiert die Liebe zweier junger Männer zur Zeit des Nationalsozialismus.

## Engagement
Markus Jäger identifiziert sich als schwul und engagiert sich aktiv gegen Homophobie und Queerfeindlichkeit. Im Mai 2019 trat er bei der Veranstaltung Meran gegen Homophobie als Autor und Liedermacher auf, im Juli referierte er im Rahmen der internationalen Veranstaltungsreihe Creative Mornings zum Thema „Das Ende der Diskriminierung?“ über 50 Jahre LGBT-Bewegung. In seiner Arbeit als Bibliothekar ist er unter anderem für die Auswahl an LGBT-Literatur für die Innsbrucker Stadtbibliothek zuständig und setzt sich aktiv für Diversität und kulturellen Austausch ein.

## Auszeichnungen
- 2005: Rock-Poems Dialog erster Preis für das Gedicht Rubine
- 2014: Peter-Huchel-Preis (Nominierung) für den Gedichtband Der Atem der Momente
- 2017: Polly Preis für politische Lyrik (Nominierung)
- 2019: DeliA Literaturpreis (Nominierung) für den Roman Helden für immer
- 2021: Förderstipendium des Landes Tirol

## Werke

### Wissenschaftliche Arbeiten
- Joan Baez and the Issue of Vietnam: Art and Activism versus Conventionality, Ibidem Verlag, Stuttgart, 2003, ISBN 978-3-89821-297-7.
- Popular Is Not Enough: The Political Voice Of Joan Baez: A Case Study In The Biographical Method, Dissertation, Ibidem Verlag, Stuttgart, 2010, ISBN 978-3-8382-0106-1.
- Popular Is Not Enough: The Political Voice of Joan Baez: A Case Study In The Biographical Method. Revised and updated edition, Dissertation, Ibidem Verlag, Stuttgart, 2021, ISBN 978-3-8382-1556-3.

### Lyrik (Auswahl)
- als Simon M. Jonas: Deportation (in memoriam J. H.). in: [um]laut, 6, 2009, ISSN 1866-9816, S. 48.
- als Simon M. Jonas: Sterne auf den Hotpants. In: DIE BRÜCKE – Forum für antirassistische Kultur und Politik, ISSN 0931-9514, 3, 2011, S. 166.
- Der Atem der Momente, Arovell Verlag, Wien, 2014, ISBN 978-3-551-31594-6.
- Wohlstandsverlust. In: Zugetextet, 2/2016, ISSN 2365-8258, S. 79.
- Der weiße Schrei. In: Bibliothek deutschsprachiger Gedichte – Ausgewählte Werke XVIX. Realis Verlags GmbH, München, 2016, ISBN 978-3-930048-73-1, S. 138.

### Kurzgeschichten (Auswahl)
- Krebs und Fremde im Dorf, in: Reisegepäck 5. Verlag freier Autoren, Fulda, 1999 (nicht mehr erhältlich).
- Unwetter. In: Ich Dich nicht – Vierundvierzig bemerkenswerte Kurzgeschichten. Verlag Neue Literatur, Jena, 2003, ISBN 3-934141-73-0, S. 92–100.

### Romane
- als Simon M. Jonas: Der bange Traum, Verlag Berenkamp, Innsbruck, 2007, ISBN 978-3-85093-217-2.
- Helden für immer, Querverlag, Berlin, 2018, ISBN 978-3-89656-268-5.
- Theo wird lauter, Querverlag, Berlin, 2022, ISBN 978-3-89656-313-2.